# Michele Leone
Michele Leone, detto Baron (Pettorano sul Gizio, 8 giugno 1909 – Los Angeles, 26 novembre 1988), è stato un wrestler italiano che ha lottato negli anni '30, '40 e '50.
Nel maggio 1952, prese parte al primo match di wrestling che incassò 100,000 dollari, quando affrontò Lou Thesz in una sfida titolo contro titolo per l'unificazione dell'NWA World Heavyweight Championship.

## Biografia
Michele Leone nacque da Giovanni e Anna Leone a Pettorano sul Gizio, in provincia di L'Aquila in Abruzzo; nella stessa regione di nascita di Bruno Sammartino.
Sebbene i suoi genitori disapprovassero la scelta, Michele iniziò l'attività di lottatore di wrestling in giovane età. Secondo quanto da lui dichiarato, a 14 anni era già campione regionale. Tutti i soldi guadagnati con i primi incontri, venivano da lui reinvestiti in lezioni di lotta. Molto poco si conosce dei suoi primi inizi del mondo del wrestling.

## Carriera nel wrestling professionistico

### New York, East Coast e Washington
Diventato un wrestler professionista in Europa, Leone decise di emigrare negli Stati Uniti d'America, arrivando a New York all'inizio del 1938. Il 2 maggio 1938 sconfisse Mike Kilonis al New York's Hippodrome. Il 28 giugno 1938 lottò nel suo primo main event in America affrontando Dr. John "Dropkick" Murphy.
Nel giugno 1940, Leone iniziò a lottare nel territorio di Washington controllato dal promotore Joe Turner. Poco tempo dopo gli Stati Uniti entrarono nella seconda guerra mondiale. La terra natia di Leone, l'Italia, era ora uno dei Paesi belligeranti nemici, e la cosa lo rese automaticamente un wrestler heel. In quanto cittadino italiano, Leone fu esentato dall'essere arruolato nell'esercito statunitense. Divenne molto popolare come "wrestler cattivo" a Washington, ed ebbe dei feud importanti con "Gentleman" Lou Plummer. Si ricorda un suo match in particolare, quando si trovò ad affrontare Hans Kampfer, un lottatore tedesco, e nonostante fosse in corso la guerra, Leone venne fischiato maggiormente dal pubblico rispetto al tedesco "nazista", dimostrando così la sua abilità da "heel" nel farsi odiare dalla folla. Leone lasciò il territorio di Washington alla fine della guerra nel 1945, e andò a lottare sulla East Coast. Nel 1947 tornò per un breve periodo in Europa prima di ripartire per gli Stati Uniti nel 1948.
Il 19 gennaio 1949, Leone affrontò Gorgeous George, perdendo. Nello show era presente in cartellone anche un giovane Stu Hart.

### California
Michele debuttò nella California del sud nell'ottobre 1949, dove iniziò a fregiarsi del titolo di "barone" adottando il ring name Baron Michele Leone, e presentandosi come aristocratico italiano. Fu in questo periodo che conquistò la popolarità maggiore.
Grazie all'abbondanza di emittenti televisive che trasmettevano incontri di wrestling nella zona, e possedendo il dono del carisma, Leone divenne in breve tempo una delle star maggiori dell'area di Los Angeles. Egli partecipò a svariati eventi all'Olympic Auditorium, lottando contro wrestler quali Leo Garibaldi, Jack Claybourne e Kimon Kudo. In qualche occasione, lottò anche in coppia con Gorgeous George.
L'8 marzo 1950, lottò contro il futuro Hall of Famer della WWF Antonino Rocca davanti a un pubblico sold out di 10 400 spettatori.

#### World Heavyweight Championship e rivalità con Lou Thesz
Baron Leone affrontò Enrique Torres all'Olympic Auditorium il 22 novembre 1950, in un two-out-of-three falls match con in palio la versione di Los Angeles del World Heavyweight Championship. Riuscì a conquistare la cintura per 2 schienamenti a 1.
Come campione mondiale, Leone divenne uno dei maggiori nomi dello sport californiano. Comparendo in televisione in vari show come Charlie Aldridge, Dennis Day e Horace Heidt's Family Night Show.
Il campione NWA World Heavyweight Lou Thesz arrivò nella zona nel luglio 1951 e, nel constatare come qui fosse più famoso Leone, si dimostrò visibilmente irritato dalla cosa. Thesz espresse il proprio disappunto durante l'annuale meeting della NWA svoltosi a Tulsa, dove avanzò la proposta di eliminare la versione di Los Angeles del titolo World Heavyweight (detenuto da Leone). Venne quindi deciso di indire un match per l'unificazione dei due titoli. Il 21 maggio 1952, Leone venne sconfitto da Lou Thesz all'Hollywood's Gilmore Field di Los Angeles. All'evento parteciparono 25,256 spettatori paganti che portarono un incasso di 103,277.75 dollari, record assoluto per l'epoca per un incontro di wrestling.

#### Junior Heavyweight Championship e carriera successiva
Pur avendo perso il titolo, The Baron rimase al top nella zona della California del sud. Nel dicembre 1952, sconfisse Rito Romero all'Olympic Auditorium aggiudicandosi il Pacific Coast Heavyweight Championship. Inoltre, il 16 agosto 1953, Leone sconfisse Danny McShane conquistando l'NWA World Junior Heavyweight Championship a Hollywood.
La popolarità televisiva di Leone lo rese all'epoca un lottatore molto richiesto in tutti gli Stati Uniti. Continuò a combattere a Los Angeles e nello Stato della Georgia. Lasciò Los Angeles nel 1954, per trasferirsi in Texas. In seguito affrontò altre tre volte Lou Thesz per l'NWA World Heavyweight Championship, ma senza successo: il 16 febbraio 1954 a El Paso, Texas; il 13 ottobre 1954 a Tulsa, Oklahoma; e il 25 febbraio 1955 a Miami, Florida.

## Periodi successivi e morte
Poco tempo dopo il suo ultimo combattimento con Thesz, Leone si ritirò dal mondo del wrestling professionistico. Fece ritorno in Italia insieme alla moglie, Billie, sposata nel 1954. In seguito, la coppia tornò negli Stati Uniti ristabilendosi nell'appartamento di Leone a Santa Monica. Michele e Billie viaggiarono di frequente e Leone trascorse gli ultimi anni a coltivare i suoi molteplici hobby.
Mentre attraversava la strada vicino a casa sua il 14 novembre 1988, Leone fu investito da un'automobile. Morì all'UCLA Medical Center il 26 novembre 1988 all'età di 79 anni.

## Vita privata
Leone sposò la moglie Billie nel 1954, e il matrimonio durò per tutto il resto della sua vita. Durante la sua carriera, divenne una star nella California del sud, e al di fuori del wrestling fu scritturato dalla ABC come conduttore di un programma televisivo, Advice to the Lovelorn, che offriva consigli alle coppie.

## Lascito ed eredità
Michele Leone fu uno dei primi wrestler a diventare una star nell'era delle televisione. Le sue colorite interviste, l'aspetto da "ragazzo cattivo" e la personalità affabile, lo resero riconoscibile dal pubblico che lo considerava un buon intrattenitore e un artista divertente. Inoltre, fu uno dei primi lottatori, insieme a colleghi come Gorgeous George, ad essere famoso non solo per le doti di combattente sul ring, ma anche per la sua abilità come uomo di spettacolo.
Negli anni duemila, la moglie Billie donò 100,000 dollari al Santa Monica Historical Society Museum in memoria del marito. Simbolicamente, la cifra era la stessa guadagnata da Leone per il suo match contro Lou Thesz del maggio 1952 per il titolo NWA Heavyweight Championship. La donazione servì a supportare il trasferimento del museo in una nuova sede. Attualmente il museo ospita una mostra permanente con cimeli della carriera di The Baron.

## Titoli e riconoscimenti
- National Wrestling Alliance
  - World Heavyweight Championship (Los Angeles version) (1)
  - NWA World Junior Heavyweight Championship (1)
  - NWA Pacific Coast Heavyweight Championship (Los Angeles version) (2)[9]
- Professional Wrestling Hall of Fame
  - Classe del 2019 - Pioneer Era
- WWE Hall of Fame
  - Legacy Wing - Classe del 2020